# Almindelig hvene
Almindelig Hvene (Agrostis capillaris) bliver også kaldt Fioringræs og er en græssort.
| Botanik | Spire Denne botanikartikel er en spire som bør udbygges. Du er velkommen til at hjælpe Wikipedia ved at udvide den. |